# Trochilodes skinneri
Trochilodes skinneri là một loài ruồi trong họ Tachinidae.